# Taiap
Le taiap (ou gapun) est une langue papoue parlée dans le village de Gapun, dans la province du Sepik oriental en Papouasie-Nouvelle-Guinée. Avec seulement 75 locuteurs, c’est une langue en danger.

## Sociolinguistique
Le taiap est une langue fortement menacée. En 1992, Kulick constatait qu'aucun enfant en dessous de quatorze ans ne parlait plus la langue qui est dans un processus de remplacement par le tok pisin, une des langues nationales de Papouasie-Nouvelle-Guinée.

## Classification
Laycock et Z'Graggen (1975) classent le taiap dans un ensemble sepik-ramu. Cette hypothèse est rejetée par Ross (2005), ainsi que par Hammarström, pour qui c'est un isolat linguistique.

## Sources
- (en) Don Kulick, 1992, Anger, gender, language shift and the politics of revelation in a Papua New Guinean village, Pragmatics 2:3, pp. 281-296.
- (en) Malcolm Ross, 2005, Pronouns as a preliminary diagnostic for grouping Papuan languages, dans Andrew Pawley, Robert Attenborough, Robin Hide, Jack Golson (éditeurs) Papuan pasts: cultural, linguistic and biological histories of Papuan-speaking peoples, Canberra, Pacific Linguistics. pp. 15–66.